# Милић Миловановић
Проф. др Милић Миловановић (Београд, 1953) српски је економиста.
У Београду је завршио основну школу и гимназију. Економски факултет у Београду завршио је 1975, а магистрирао 1979. године. Докторирао је на истом факултету 1982. године са темом „Аустријска теорија капитала". За асистента изабран 1976, а за редовног професора 1995. године. 
Микроекономија му је основна област интересовања. Последњих десет година бави се проблемима приватизације у земљама транзиције. Посебно га интересује анализа структуре власничких права у оквиру теорије јавног избора и нове институционалне економије. Такође се бави проблемима регулације сектора у оквиру теорије индустријске организације. Припада групи либералних економиста.
Књиге: 
- 1986. Капитал и минули рад, Београд
- 1990. Неефикасност самоуправног предузећа
- 1990. Теорија цена (коаутор Стојан Бабић)